# The Karate Kid (franchise)

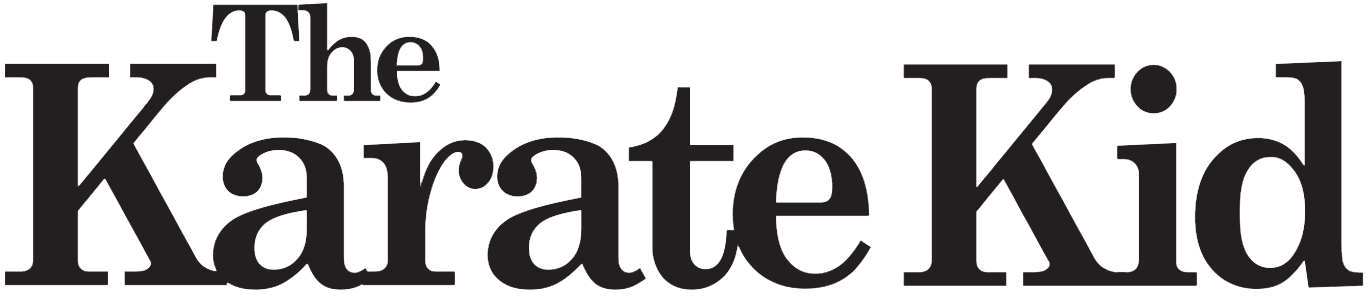
Logo del franchise

The Karate Kid è un media franchise statunitense legato alle arti marziali, creato dallo sceneggiatore Robert Mark Kamen e prodotto dalla Columbia Pictures. La serie cinematografica segue il viaggio di vari adolescenti costretti a difendersi dopo essere stati vittime di bulli, di solito della loro stessa età. Sono aiutati da un mentore che insegna loro le arti marziali in modo che possano affrontare i loro rivali o dimostrare il loro valore in un torneo.
La serie di film originali è iniziata come una tetralogia cinematografica, a partire dall'uscita di Per vincere domani - The Karate Kid (The Karate Kid, 1984), dopo il cui grande successo sono stati prodotti tre sequel: Karate Kid II - La storia continua... (The Karate Kid, Part II, 1986, diretto da John G. Avildsen), Karate Kid III - La sfida finale (The Karate Kid, Part III, 1989, diretto da John G. Avildsen) e Karate Kid 4 (The Next Karate Kid, 1994, diretto da Christopher Cain).
Nel 2010 è uscito The Karate Kid - La leggenda continua, film con una trama simile al primo capitolo ma con personaggi diversi e altre differenze, come l'uso del kung fu e l'ambientazione in Cina. Tra il 2018 e il 2025 viene prodotta Cobra Kai, serie televisiva che segue gli eventi dei primi film tre decenni dopo, riprendendo parte del cast originale. Il 5 Giugno 2025 uscì il sesto film, Karate Kid: Legends, con Jackie Chan e Ralph Macchio che riprendono i loro ruoli originali.
Oltre a film e serie televisive sono usciti nel corso degli anni una serie animata, videogiochi e alcune linee di merchandising.

## Film
| Film                                  | Data di uscita USA | Regia              | Sceneggiatura       | Produttori                                                                   |
| ------------------------------------- | ------------------ | ------------------ | ------------------- | ---------------------------------------------------------------------------- |
| Per vincere domani - The Karate Kid   | 22 giugno 1984     | John G. Avildsen   | Robert Mark Kamen   | Jerry Weintraub                                                              |
| Karate Kid II - La storia continua... | 20 giugno 1986     | John G. Avildsen   | Robert Mark Kamen   | Jerry Weintraub                                                              |
| Karate Kid III - La sfida finale      | 30 giugno 1989     | John G. Avildsen   | Robert Mark Kamen   | Jerry Weintraub                                                              |
| Karate Kid 4                          | 12 agosto 1994     | Christopher Cain   | Mark Lee            | Jerry Weintraub                                                              |
| The Karate Kid - La leggenda continua | 11 giugno 2010     | Harald Zwart       | Christopher Murphey | James Lassiter, Jada Pinkett Smith, Will Smith, Ken Stovitz, Jerry Weintraub |
| Karate Kid: Legends                   | 30 maggio 2025     | Jonathan Entwistle | Rob Lieber          | James Lassiter, Karen Rosenbelt                                              |

### Per vincere domani - The Karate Kid(1984)
Diretto da John G. Avildsen e scritto da Robert Mark Kamen, questo è il film originale che ha lanciato la serie cinematografica. Ha come protagonisti Ralph Macchio nel ruolo di Daniel LaRusso e Pat Morita nel ruolo di Mr. Miyagi. Il film segue la storia di Daniel, un adolescente che impara il karate da Mr. Miyagi per difendersi dai bulli. Il film ha avuto un grande successo commerciale e critico. Le riprese sono state effettuate principalmente a Los Angeles e in California, con in particolare alcune scene girate a Reseda e ad Agoura Hills.

### Karate Kid II - La storia continua...(1986)
Questo sequel, diretto sempre da John G. Avildsen, continua la storia di Daniel e Mr. Miyagi, che viaggiano in Giappone. Il film esplora il passato di Mr. Miyagi e la sua relazione con il suo ex migliore amico, Sato. Anche questo film ha avuto successo al botteghino. Le riprese sono state effettuate principalmente a Oahu nelle Hawaii, con alcune scene aggiunte girate a Los Angeles.

### Karate Kid III - La sfida finale(1989)
Il terzo film, diretto dallo stesso regista, vede il ritorno di Ralph Macchio e Pat Morita nei loro ruoli principali. La trama si concentra sul ritorno di un vecchio nemico di Daniel, John Kreese, che collabora con un altro avversario di Daniel per vendicarsi. Anche se ha avuto un successo moderato, non ha raggiunto lo stesso livello dei primi due film. Le riprese sono state fatte principalmente a Los Angeles e ad Agoura Hills in California.

### Karate Kid 4(1994)
Questo quarto film, diretto da Christopher Cain, cambia il protagonista da Daniel a una nuova studentessa di karate, Julie Pierce, interpretata da Hilary Swank. Pat Morita riprende il ruolo di Mr. Miyagi. La trama si concentra sull'aiuto di Mr. Miyagi a Julie, che deve affrontare bulli e problemi personali. Anche se ha ricevuto recensioni miste, non ha avuto lo stesso impatto dei primi tre film. Le riprese sono state effettuate principalmente a Boston in Massachusetts, e nelle vicinanze.

### The Karate Kid - La leggenda continua(2010)
Nel 2010 è uscito un film diretto da Harald Zwart, con una trama simile al primo capitolo, con Jaden Smith e Jackie Chan nei ruoli principali. Pensato originariamente come un remake, è diventato canonico con la serie principale grazie al lungometraggio seguente, Karate Kid: Legends. Nonostante nel paese di produzione abbia mantenuto il titolo originale, The Karate Kid, il film si è concentrato sul kung fu, poiché il film è ambientato in Cina. La pellicola ha ricevuto un'accoglienza generalmente positiva dal pubblico e dalla critica. Le riprese si sono svolte tra Stati Uniti d'America, Hawaii e Giappone.

### Karate Kid: Legends(2025)
Nel settembre 2022 viene annunciato un nuovo film, descritto come "il ritorno del franchise originale di Karate Kid". Il co-creatore di Cobra Kai, Jon Hurwitz, dichiarò in seguito di non essere coinvolto nel progetto e di non essere direttamente collegato alla serie televisiva. Nel novembre del 2023 Jackie Chan si unì ufficialmente al cast insieme a Ralph Macchio, nei rispettivi ruoli di Mr. Han e Daniel LaRusso, collegando così vecchi e nuovi elementi della saga. La trama, che si svolge tre anni dopo gli eventi narrati dopo la fine dell'ultima stagione di Cobra Kai, racconta di un adolescente cinese che si trasferisce sulla costa orientale e inizia a studiare arti marziali. Originariamente previsto per il 7 giugno 2024 il film è stato posticipato al 13 dicembre 2024, in parte a causa degli scioperi di scrittori e attori del 2023, e di nuovo al 30 maggio 2025, in modo da non entrare in conflitto con l'ultima stagione di Cobra Kai.
Il 17 dicembre 2023 esce il primo trailer del film.

## Serie televisive
| Titolo         | Stagioni | Episodi | Anno      | Showrunner                                   |
| -------------- | -------- | ------- | --------- | -------------------------------------------- |
| The Karate Kid | 1        | 13      | 1989      | Larry Houston                                |
| Cobra Kai      | 6        | 65      | 2018-2025 | Josh Heald, Jon Hurwitz & Hayden Schlossberg |

### The Karate Kid(1989)
The Karate Kid è una serie televisiva animata americana del 1989, composta da 13 episodi e anch'essa parte del media franchise, che ha debuttato nella programmazione del sabato mattina della NBC. Aveva come protagonisti Joey Dedio, Robert Ito e Janice Kawaye. È basata sulla serie di film Karate Kid ed è stato prodotta da DiC Entertainment, Saban Entertainment e Columbia Pictures Television.

### Cobra Kai(2018-2025)
A partire dal 2018 è nata anche la serie televisiva Cobra Kai, trasmessa inizialmente su YouTube Premium e successivamente da Netflix. Ambientata tre decenni dopo, la serie segue gli eventi dei film originali degli anni '80 e '90. Ralph Macchio e William Zabka riprendono i rispettivi ruoli di Daniel LaRusso e Johnny Lawrence, così come altri membri del cast originale. Pur essendo direttamente basata sui personaggi di Kamen, questa serie è stata creata da tre nuovi scrittori: Josh Heald, Jon Hurwitz e Hayden Schlossberg. La serie si conclude dopo sei stagioni, con un ottimo successo di critica e pubblico.

## Accoglienza

### Incassi
- La cella grigia indica che il dato non è disponibile

| Film                                  | Data di uscita USA | Incassi ($)  | Incassi ($)    | Incassi ($) | Budget ($) |
| Film                                  | Data di uscita USA | Nord America | Internazionale | Mondiale    | Budget ($) |
| ------------------------------------- | ------------------ | ------------ | -------------- | ----------- | ---------- |
| Per vincere domani - The Karate Kid   | 22 giugno 1984     | 91077276     | —              | 300442786   | 8000       |
| Karate Kid II - La storia continua... | 20 giugno 1986     | 115103979    | —              | 300442786   | 12500000   |
| Karate Kid III - La sfida finale      | 30 giugno 1989     | 38956288     | —              | 300442786   | 12500000   |
| Karate Kid 4                          | 12 agosto 1994     | 8914777      | 6961576        | 15876353    | 12000      |
| The Karate Kid - La leggenda continua | 11 giugno 2010     | 176591618    | 182534404      | 359126022   | 40000      |
| Totale                                | Totale             | 430643938    | 189495980      | 675445161   | 85000      |

### Critica
- La cella grigia indica che il dato non è disponibile

| Film                                  | Rotten Tomatoes      | Metacritic         | CinemaScore |
| ------------------------------------- | -------------------- | ------------------ | ----------- |
| Per vincere domani - The Karate Kid   | 81% (46 recensioni)  | 60 (15 recensioni) | —           |
| Karate Kid II - La storia continua... | 49% (33 recensioni)  | 55 (9 recensioni)  | A-          |
| Karate Kid III - La sfida finale      | 18% (34 recensioni)  | 36 (12 recensioni) | B-          |
| Karate Kid 4                          | 20% (29 recensioni)  | 36 (15 recensioni) | B+          |
| The Karate Kid - La leggenda continua | 67% (211 recensioni) | 61 (37 recensioni) | A           |

## Altri media

### Videogiochi
Nel 1987 viene realizzato un videogioco ispirato alla serie cinematografica, intitolato The Karate Kid, sviluppato da Atlus e pubblicato da LJN per NES. Un videogioco basato sul secondo film, intitolato The Karate Kid Part II: The Computer Game, è stato pubblicato nel 1986 per Atari ST e Amiga.
Cobra Kai: The Karate Kid Saga Continues, un videogioco basato sulla serie televisiva Cobra Kai, è stato pubblicato per PlayStation 4, Xbox One e Nintendo Switch nell'ottobre 2020, mentre nel gennaio 2021 è uscita una versione per Microsoft Windows.
Un gioco per cellulare sviluppato da Gamaga e pubblicato da Boss Team Games, intitolato Cobra Kai: Card Fighter, è stato pubblicato su dispositivi iOS e Android il 19 marzo 2021.
Un sequel di Cobra Kai: The Karate Kid Saga Continues sviluppato da Flux Games e pubblicato da GameMill Entertainment, intitolato Cobra Kai 2: Dojos Rising, è stato pubblicato l'8 novembre 2022 per Nintendo Switch, PlayStation 4, PlayStation 5, Microsoft Windows, Xbox One e Xbox Series X/S.

## Curiosità
- Ralph Macchio, Pat Morita e Martin Kove erano gli unici attori ad apparire in tutti e tre i film della trilogia originale di The Karate Kid (1984-1989).
- Pat Morita era l'unico attore ad apparire in tutti e quattro i film della quadrilogia originale di The Karate Kid (1984-1994).